# Altımermer
Altımermer este un sector al cartierului Fatih, fostul Constantinopol, din Istanbul, Republica Turcia.